# Commodore 4040

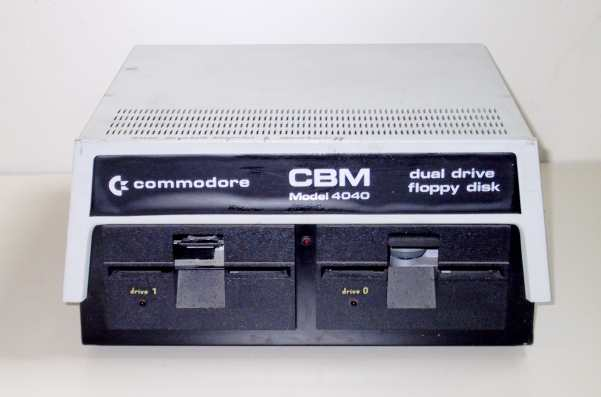
Commodore 4040

Il Commodore 4040 (ed i modelli Commodore 2040 ed il Commodore 3040) venduto in Europa, sono unità dotate di doppio drive per floppy disk da 5¼" progettati per l'utilizzo con i computer Commodore PET.

## Descrizione
Adottano un case largo e l'interfaccia IEEE-488 usata nei computer della serie Commodore PET/CBM.
Questi modelli usano supporti a singola densità e singola faccia con un formato dei dati simile a quello usato dal Commodore 1541. Una piccola differenza nel data marker indica quale modello ha formattato il disco.
La formattazione a basso livello è abbastanza simile da permettere la lettura tra i differenti modelli, ma abbastanza diversa perché un modello di una serie non possa scrivere su un disco formattato da un modello di una serie differente.